# Тони Џа
Тони Џа (тај. พนม ยีรัมย์) је тајландски глумац рођен 5. фебруара 1976. године у провинцији Сурин (Тајланд). Право име му је Фаном Јирум (енгл. Phanom Yeerum). Запажен је као статиста у филму Мортал комбат 2. Експерт је за тајландски бокс, теквондо и гимнастику. Као глумац је дебитовао 2003. године са филмом Онг-Бак.

## Детињство и младост
Тони Џа је одрастао у руралном подручју, гледајући филмове Брус Лија, Џеки Чена и Џет Лија, који су му били инспирација да научи борилачке вештине. Био је толико инспирисан њима да је играјући се са пријатељима или радећи имитирао потезе борилачких вештина, и тренирао је у очевом пољу пиринча. Такође је прао породичне слонове и обарао их у реку.

## Филмографија
| Улоге Тонија Џа |              |               |       |          |
| Година          | Српски назив | Изворни назив | Улога | Напомена |
| 2003.           |              |               |       |          |
| 2004.           | Телохранитељ |               |       |          |
| 2005.           |              |               |       |          |
| 2006.           |              |               |       |          |
| 2007.           |              |               |       |          |
| 2023.           | Плаћеници 4  |               | Дека  |          |